# Lokomotiva E 407.0
Lokomotiva řady E 407.0 je elektrická akumulátorová lokomotiva určená pro posun v železničních uzlech. Byly vyrobeny 2 stroje této řady, které byly používány pro elektrický provoz na pražském hlavním nádraží. Jednotlivé lokomotivy této řady však mají mezi sebou řadu odlišností.

## Konstrukce
Lokomotivy byly kapotové s kabinou strojvedoucího umístěnou uprostřed délky vozidla. Konstrukce byla nýtovaná, střechy kapot tvořila svinovací roleta z vlnitého plechu. Baterie byly ukryty v obou kapotách a skládaly se z 238 článků. Vybíjecí napětí bylo 440 V a kapacita 392 Ah při hodinovém vybíjení a 630 Ah při pětihodinovém. Lokomotiva byla poháněna čtyřmi, tlapově uloženými trakčními motory, každém o výkonu 50 kW. Motory byly zapojeny trvale do série a ovládány byly na přímo z jednoho kontroléru na stanovišti strojvedoucího. Obě lokomotivy byly vybaveny elektrodynamickou odporovou brzdou. Pro brzdění vlaku sloužila u lokomotivy 01 brzda sací, u lokomotivy 02 už brzda tlaková samočinná.

## Vývoj, výroba a provoz
V roce 1927 byl pražský železniční uzel elektrizován soustavou 1 500 V ss pro potřebu zmenšit množství kouře z parních lokomotiv (to bylo potřeba zejména pod klenbou Wilsonova nádraží). Zatrolejovány byly především spojky mezi Wilsonovým nádražím a ostatními stanicemi. Některé staniční koleje ale elektrifikovány nebyly. Pro elektrický provoz na těchto kolejích (posun, přetahy souprav) tak byla objednána akumulátorová lokomotiva.
Lokomotiva E 407.001 byla vyrobena firmou Františka Křižíka (elektrická část) a firmou Breitfeld & Daněk ve Slaném (mechanická část) v červnu roku 1926 a byl s ní zahájen testovací provoz. Díky dobrým provozním vlastnostem prvního stroje byla v roce 1929 vyrobena druhá lokomotiva, u které byla elektrická výzbroj vyrobena v ČKD a mechanická část opět v továrně Breitfeld & Daněk ve Slaném. V době vyrobení prvního stroje se jednalo o největší akumulátorové lokomotivy na světě.
V roce 1931 byla výroba předána lokomotivce Škoda, která vytvořila nepatrně modifikované vozidlo označené řadou E 417.0.
Vozidla byla provozována v Praze až do roku 1962.